# Stephen Tataw
Stephen Tataw Eta (Yaoundé, 1963. március 31. – Yaoundé, 2020. július 31.) válogatott kameruni labdarúgó, hátvéd.

## Pályafutása

### Klubcsapatban
1984 és 1987 között a Canmark Kumba, 1988 és 1991 között a Tonnerre Yaoundé, 1992 és 1994 között az Olympic Mvolyé labdarúgója volt. 1995–96-ban a japán Tosu Futures csapatában fejezte be az aktív labdarúgást.

### A válogatottban
1986 és 1994 között 63 alkalommal szerepelt a kameruni válogatottban és három gólt szerzett. Részt vett az 1990-es olaszországi és az 1994-es Egyesült Államokbeli világbajnokságon.

## Sikerei, díjai
Kamerun
- Afrikai nemzetek kupája
  - győztes: 1988, Marokkó